# Красне (Чортківський район)
Красне́ — село в Україні, у  Гримайлівській селищній громаді Чортківського району Тернопільської області. Розташоване на північному сході району. До 2020 - адміністративний центр сільської ради, якій були підпорядковані села Козина і Ставки. До Красного приєднано хутори Гута-Красненська й Оріхівська Буда.
Населення — 651 особа (2003).

## Історія
У селі помітні сліди Княжого тракту — шляху часів Русі.
Перша писемна згадка — 1564 року.
Діяли «Просвіта», «Сільський господар» та інші українські товариства.
1 серпня 1934 року село увійшло до складу новоутвореної сільської гміни Красне Скалатського повіту.
12 червня 2020 року, відповідно до розпорядження Кабінету Міністрів України № 724-р «Про визначення адміністративних центрів та затвердження територій територіальних громад Тернопільської області» увійшло до складу Гримайлівської селищної територіальної громади.
19 липня 2020 року, в результаті адміністративно-територіальної реформи та ліквідації Гусятинського району, село увійшло до складу новоутвореного Чортківського району.
Від 2022 у селі діє волонтерський центр допомоги ЗСУ.
22 червня 2023 року рішенням №230 Національної комісії зі стандартів державної мови віднесено до списку населених пунктів, які «можуть не відповідати лексичним нормам української мови», зокрема стосуватися «російської імперської чи колоніальної політики». Громаді рекомендовано обґрунтувати доцільність збереження поточної назви або запропонувати нову назву в установленому законодавством порядку.

## Політика

### Парламентські вибори, 2019
На позачергових парламентських виборах 2019 року у селі функціонувала окрема виборча дільниця № 610230, розташована у приміщенні школи.
Результати
- зареєстровано 420 виборців, явка 61,43%, найбільше голосів віддано за «Слугу народу» — 27,17%, за Всеукраїнське об'єднання «Батьківщина» — 17,72%, за Радикальну партію Олега Ляшка — 11,42%.[6] В одномандатному окрузі найбільше голосів отримав Микола Люшняк (самовисування) — 31,47%, за Ігоря Сопеля (Слуга народу) — 23,11%, за Романа Василіцького (Об'єднання «Самопоміч») — 15,14%[7].

## Населення

### Мова
Розподіл населення за рідною мовою за даними перепису 2001 року:
| Мова       | Кількість | Відсоток |
| ---------- | --------- | -------- |
| українська | 659       | 99.70%   |
| російська  | 1         | 0.15%    |
| польська   | 1         | 0.15%    |
| Усього     | 661       | 100%     |

## Символіка
Затверджена 23 жовтня 2020р. рішенням №1303 XLII сесії сільської ради VII скликання. Автори - В.М.Напиткін, С.В.Ткачов, К.М.Богатов.

### Герб
У червоному щиті срібна квітка яблуні, до якої летять п'ять золотих бджіл з срібними крилами. Щит вписаний в золотий декоративний картуш і увінчаний золотою сільською короною. Унизу картуша напис "КРАСНЕ" і рік першої згадки "1564".
Червоне (красне) поле – символ назви села. Бджоли символізують розташування села в Медоборах, яблуня означає велику кількість плодових садів у селі.

### Прапор
На червоному квадратному полотнищі біла квітка яблуні, до якої летять п'ять жовтих бджіл з білими крилами.

## Пам'ятки
Є церква Пресвятої Трійці (17 століття, мурована), костьол святого Антонія (1892, мурований), «фігури» Матері Божої та св. Яна (обидві — 1868).
Встановлений пам'ятний хрест на честь скасування панщини (1868), споруджено пам'ятники воїнам-односельцям, полеглим у німецько-радянській війні (1965), насипана символічна могила УСС (1991).

## Соціальна сфера
Працюють загальноосвітня школа І-ІІІ ступенів, Будинок культури, бібліотека, краєзнавчий музей, ФАП, відділення зв'язку.

## Відомі люди

### Народилися
- правник, громадський діяч Степан-Юліан Ванчицький.
- Березюк Іван Ярославович (1969-2025) — український військовик, учасник російсько-української війни[10].

## Галерея

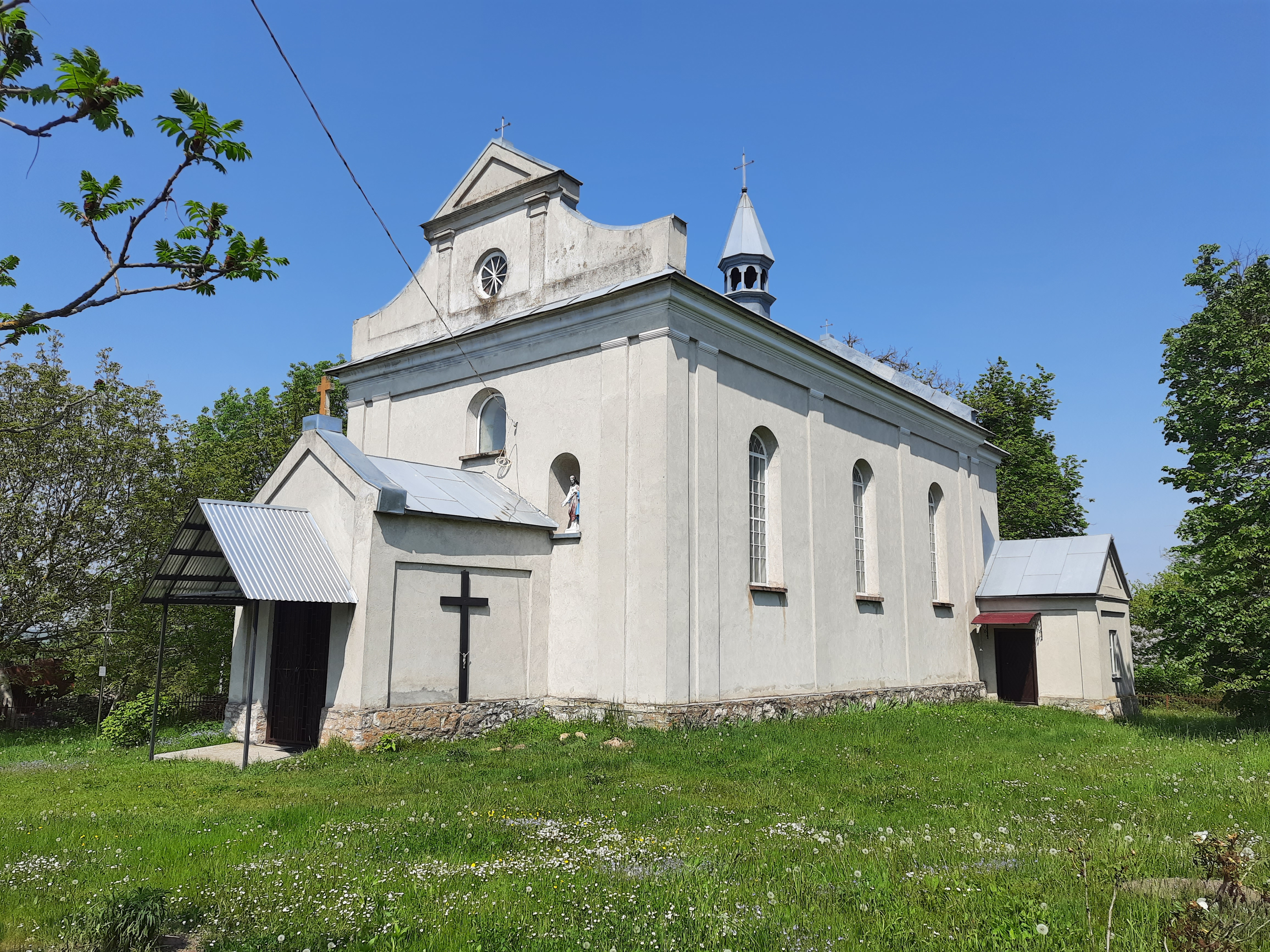
Костел Святого Антонія (1892)
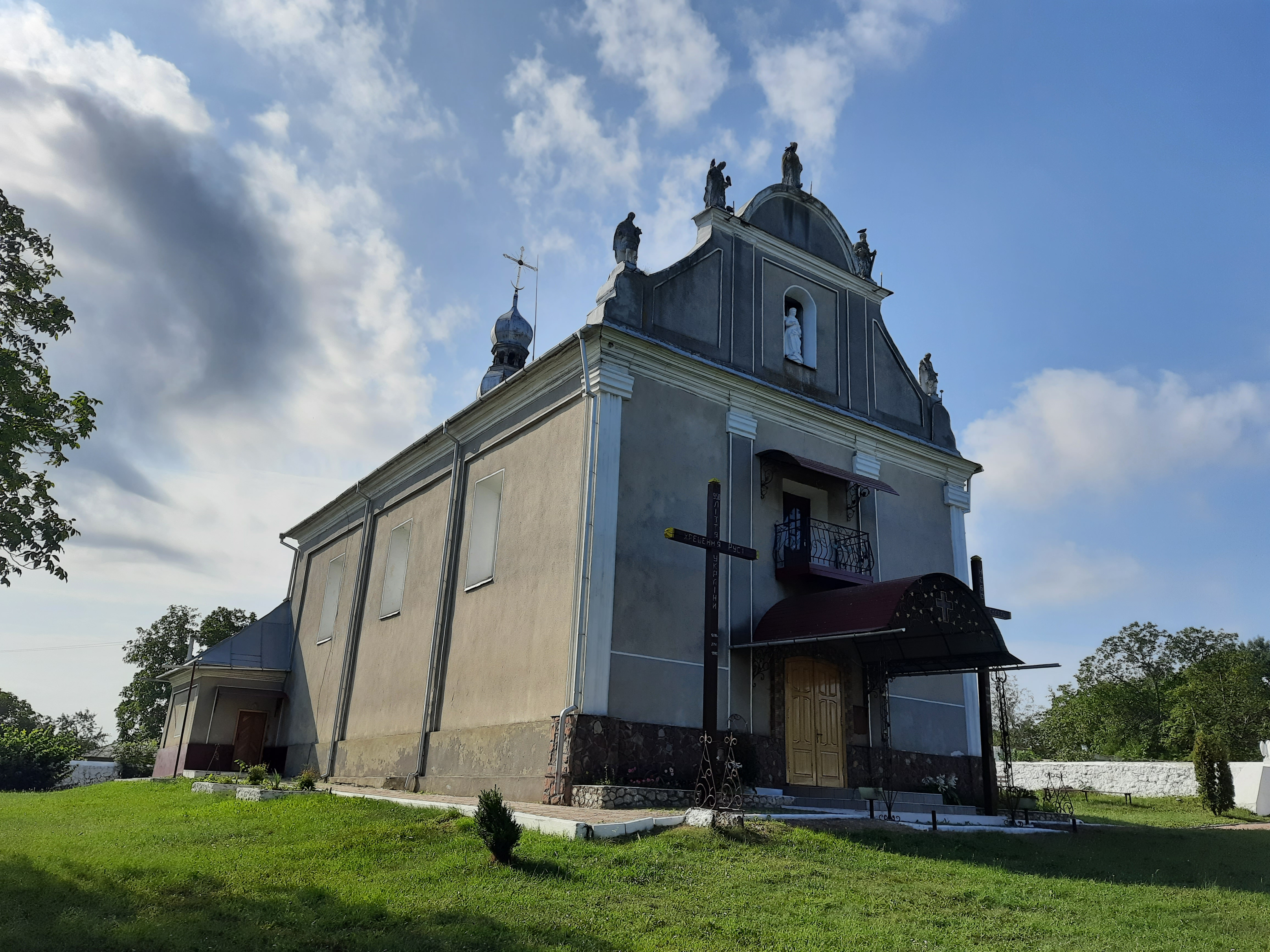
Церква Пресвятої Трійці
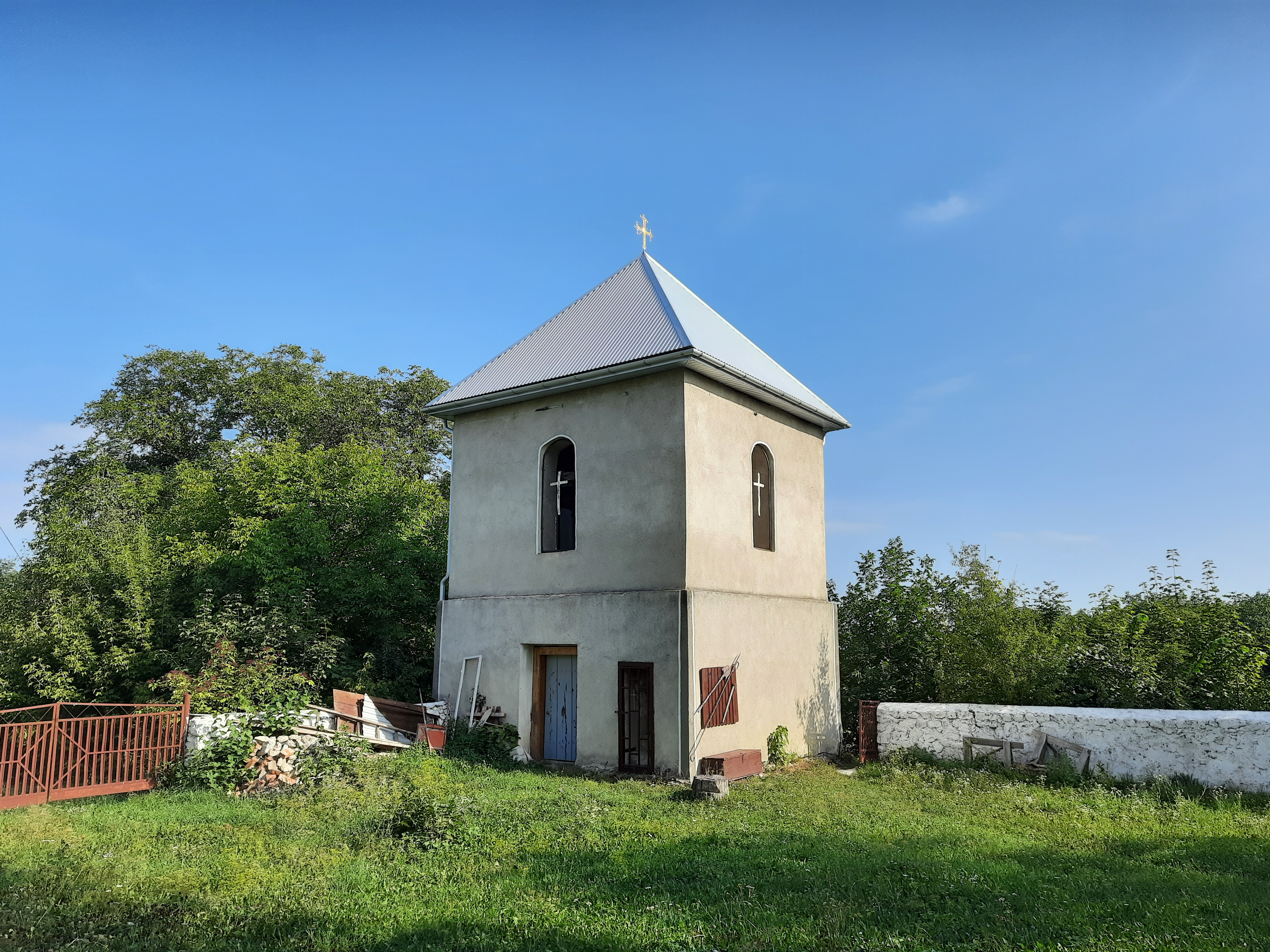
Дзвіниця церкви Пресвятої Трійці
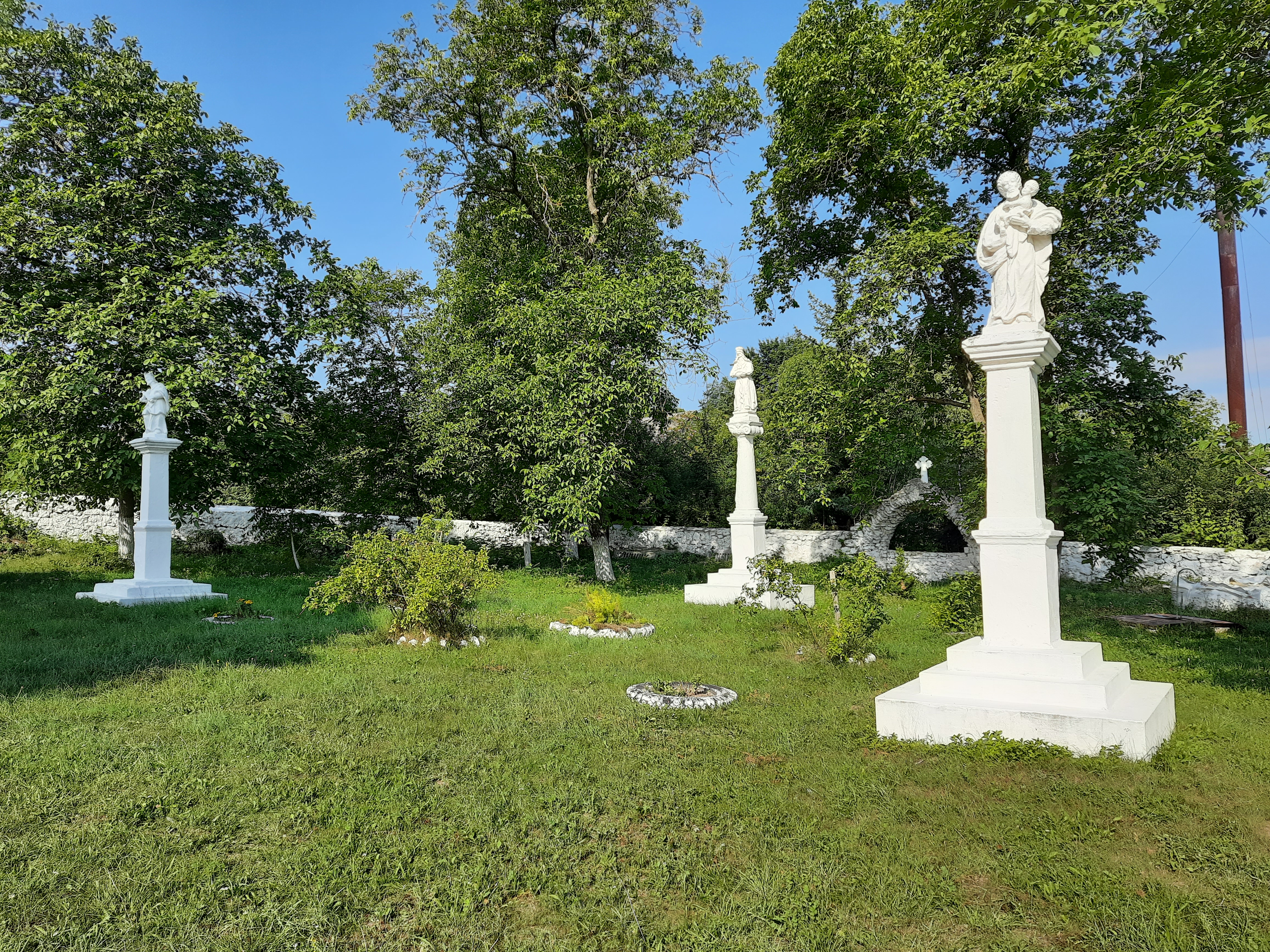
"Фігури" на подвір'ї церкви Святої Трійці
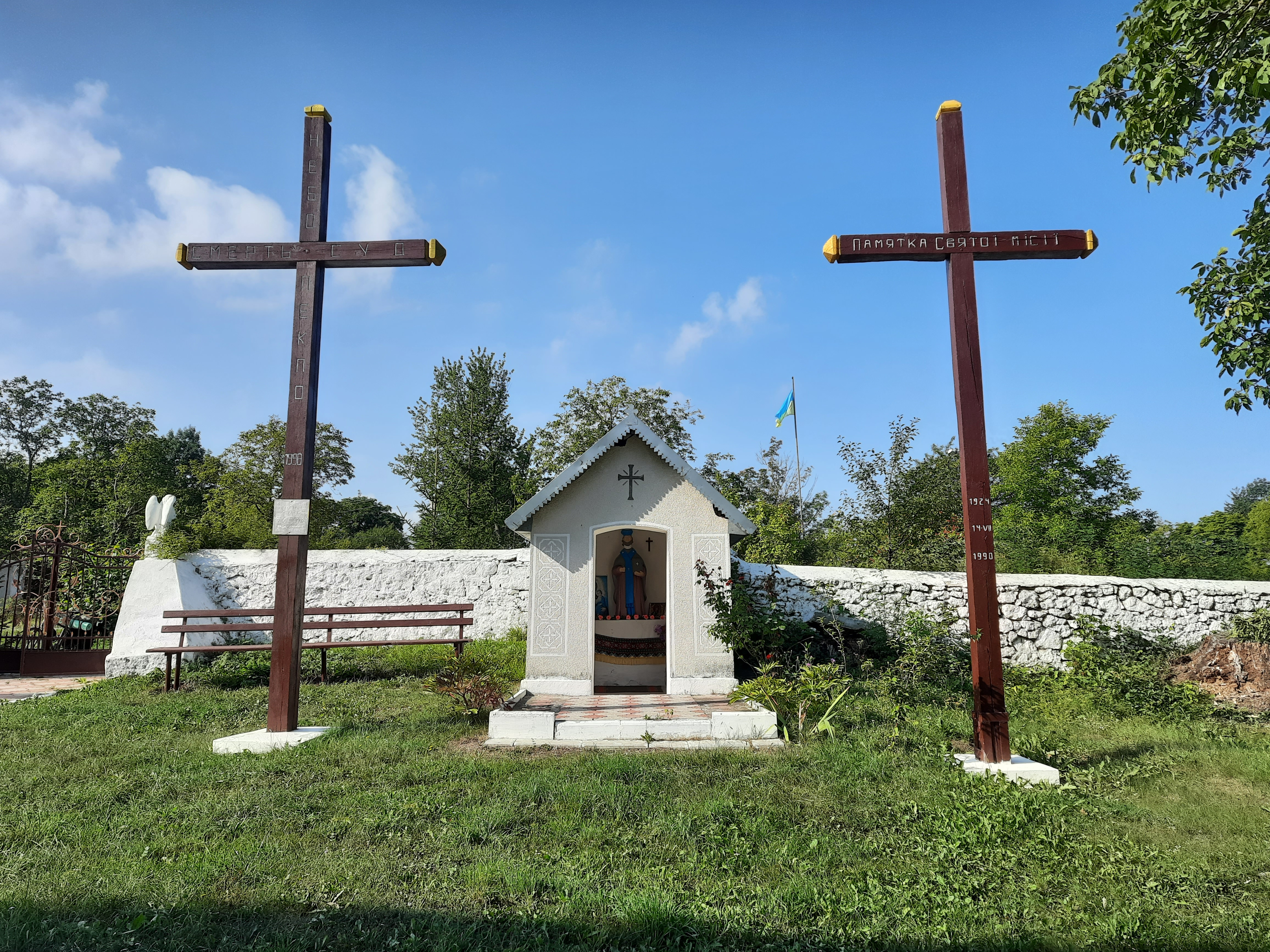
Церковна капличка
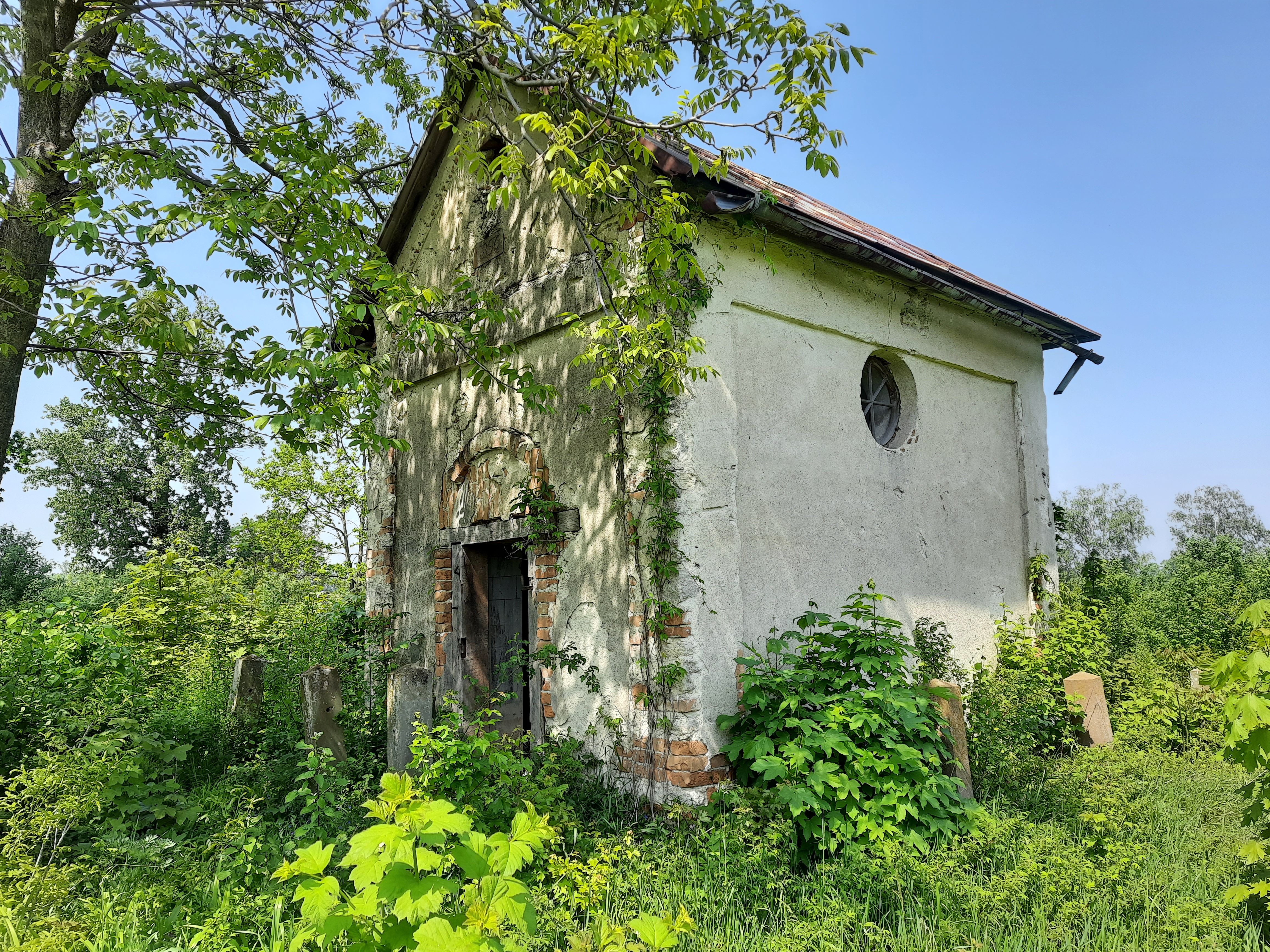
Каплиця 1896р. на старому цвинтарі
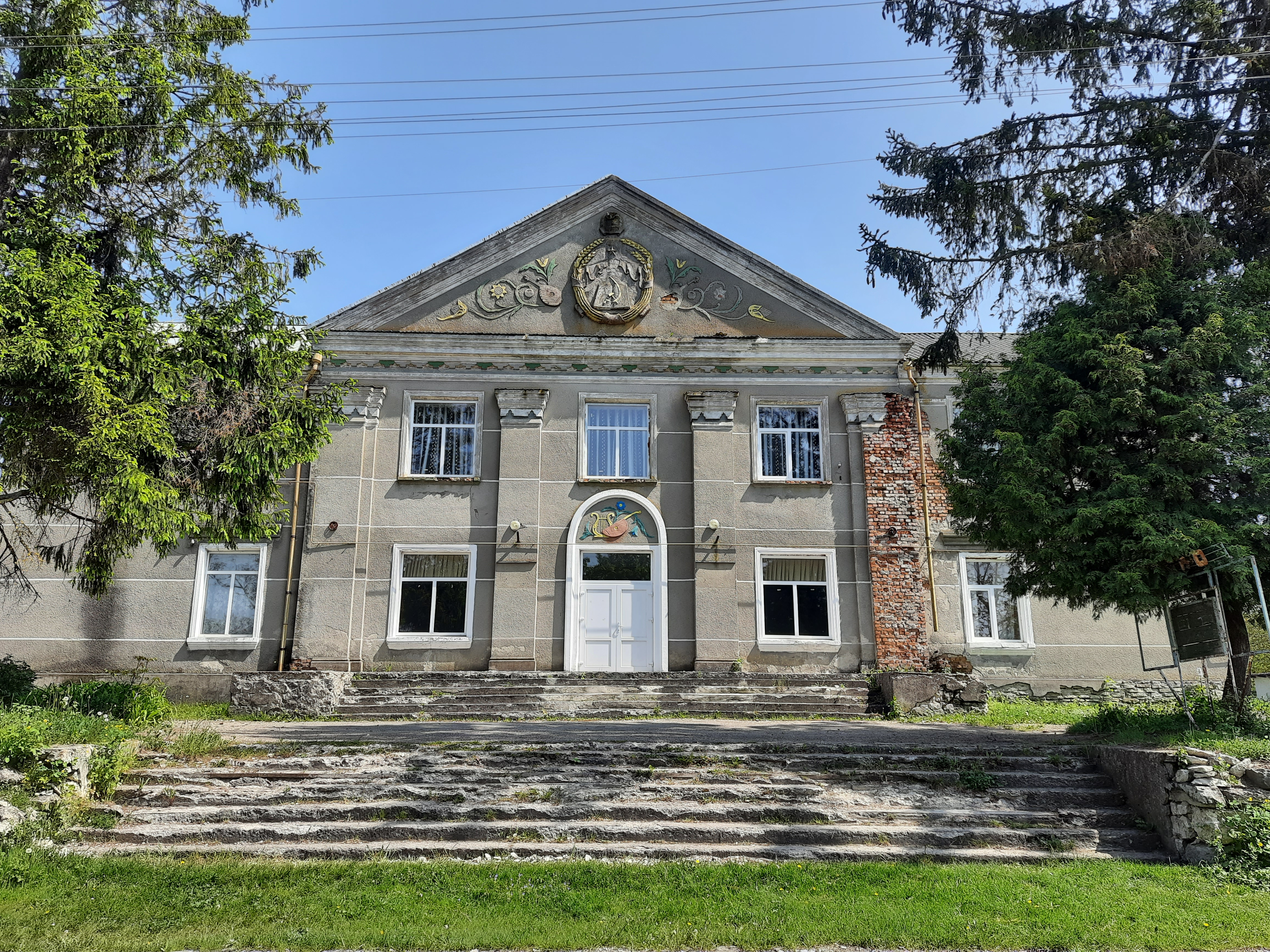
Будинок культури
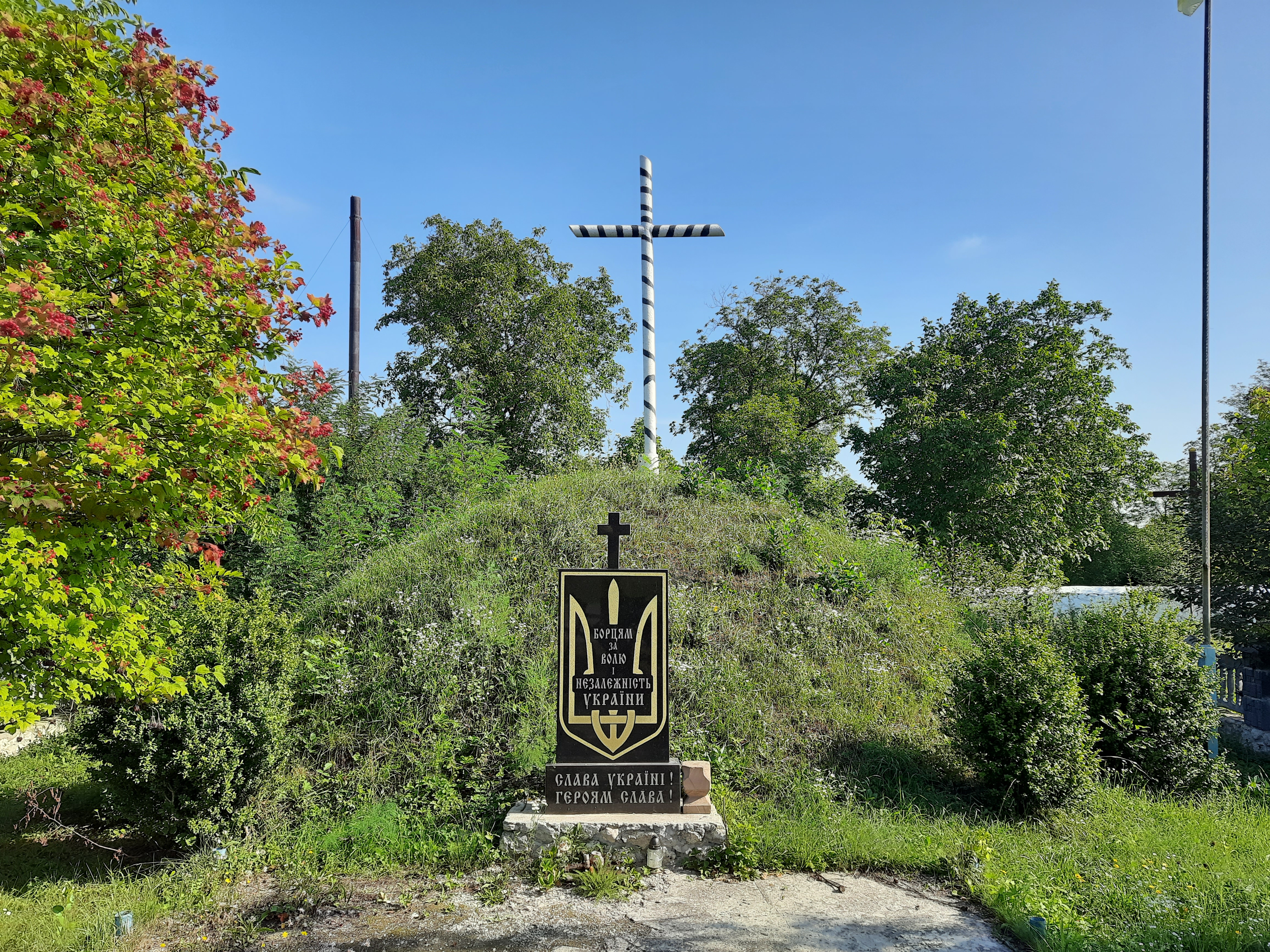
Символічна могила борцям за волю України